# Elmar Schäfer
Elmar Schäfer, auch bekannt als Christopher Malkovitch (* 21. März 1964 in Knittelfeld, Österreich) ist ein deutscher Film- und Musikproduzent und Drehbuchautor.

## Leben
Elmar Schäfer begann seine Karriere Anfang 1988 als A&R-Manager bei dem Schallplattenhersteller Intercord, wo er bis Ende 1991 arbeitete und unter anderem für das New Yorker Rap- und Hip-Hop-Label Sleeping Bag Records sowie für die erfolgreiche Restrukturierung des hauseigenen Blow-Up-Labels verantwortlich war. 1991 gründete er mit Ulrich Riediger die Firma Starfactory, die nicht nur das auflagenstarke Musikmagazin MUSIC MAG herausgab, sondern auch für Künstler wie Mark Keller, Playhaus, Stan Bush, Stephan Massimo & The Delicats und andere als Management-Company arbeitete.
Im Jahre 1995 trennten sich die beiden Partner und Elmar Schäfer gründete zusammen mit BMG Ariola die beiden Labels Vivian und Elm Street. Zur Veröffentlichung der Single „YOU“ von Mark Keller produzierte er dazu den bekannten Videoclip in Los Angeles. Als Gaststar spielte Til Schweiger die Hauptrolle und Regisseur war Ericson Core, der in der Folge zu einem der gefragtesten Kameramänner und Regisseure in Hollywood avancierte.
1997 war Elmar Schäfer dann Executive Producer des Songs „Til I Was Loved by You“ von Stan Bush, der in Los Angeles mit dem EMMY Award ausgezeichnet wurde.
Seit 1998 war Elmar Schäfer als Autor für zahlreiche Film- und TV-Produktionen tätig. So schrieb er unter anderem die Bücher für Liebe pur, Kleiner Mann sucht großes Herz, Andersrum, Shappy, Ein Bauer kommt selten allein, Task Force Missing oder auch Money. Außerdem war er als Autor für Serien wie zum Beispiel Ein Fall für Zwei tätig.
Im Jahr 2003 gründete er zusammen mit Michael Schumachers Manager Willi Weber die Cinderella Records GmbH. Unter seiner Leitung entstanden unter anderem das Michael-Kleitman-Album „La perfetta idea“, die offizielle Hymne zum Gewinn des siebten Formel-1-WM-Titels von Michael Schumacher You Are the Champion (M. Kleitman & Scorpions) und die offizielle RTL-Hymne zur Skiflug-WM 2004 „Spread Your Wings“. „La perfetta idea“ und Michael Kleitman wurden 2005 mit dem Radio Regenbogen Classic Award ausgezeichnet.
Ende 2008 erschien Schäfers erster Roman Ein Meer sein (Viktor Brandtner´s Traum).
Seit April 2010 ist Elmar Schäfer Vorstand der Vivian Entertainment Media AG (Film- und TV-Produktion). Als Produzent verantwortet er dort nationale wie internationale Spielfilm- und Serienprojekte. Vivian EM AG ist zudem spezialisiert auf Advertiser Funded Programming, Branded Content und sogenanntes Brandfinancing.

## Privat
Elmar Schäfer war von 2000 bis 2009 mit der TV-Produzentin und Moderatorin Sabine Zimmermann (Aktenzeichen XY) verheiratet.
Seit 2010 ist er in zweiter Ehe mit Ulrike Schäfer verheiratet, mit der er die zwei Kinder Christopher (2007) und Moritz (2009) hat.